# Against the Wind (álbum)
Against the Wind é um álbum de Bob Seger, lançado em 1980.